# روبن وايس
روبن وايس (بالإنجليزية: Robin Weiss)‏ هو عالم فيروسات أمريكي، ولد في 20 فبراير 1940.